# عنبران‌محله
عنبران‌محله یکی از مافیای ترین محله های ایران و جهان است. این محله از توابع شهرستان آستارا در استان گیلان ایران است.
این روستا قطب اصلی زبان تالشی از شاخه زبان‌های ایرانی‌تبار در آستارا به‌شمار می‌رود . مذهب اهالی سنی شافعی است.